# Йоргенсен, Макс
Макс Йоргенсен (англ. Max Jorgensen, родился 2 сентября 2004 года в Сиднее) — австралийский регбист, выступающий на позициях винга и фулбэка, игрок клуба «Уаратаз» из Супер Регби. Сын австралийского регбиста и игрока в регбилиг Питера Йоргенсена.

## Биография

### Ранние годы
С детства Макс занимался как классическим регби-15, так и регбилиг (регби-13). Он занимался в академии клуба «Уаратаз» из Нового Южного Уэльса, выступая за команды юношей до 15 лет и до 18 лет. До 2022 года он играл за молодёжную команду клуба.
Макс окончил колледж Святого Иосифа в Хантерс-Хилл (Сидней). С командой он выступал в чемпионате средних школ и колледжей Нового Южного Уэльса. Позже он поступил в Сиднейский университет на специальность «менеджер спорта и физической подготовки».
В сентябре 2022 года Максу поступило предложение от клуба Национальной регбийной лиги «Сидней Рустерз», однако он отказался переходить в регби-13, решив выступать за «Уаратаз», с которым у него был заключён двухлетний контракт.

### Клубная карьера
В ноябре 2022 года 18-летний Макс Йоргенсен попал в заявку «Уаратаз» на следующий сезон Супер Регби, дебютировав в феврале следующего года в составе «Уаратаз» в связи с травмой Дилана Питша. Его первый матч состоялся против клуба «Брамбиз»: Макс попал в стартовый состав на позицию винга и занёс две попытки, хотя его клуб проиграл со счётом 25:31. В списке самых молодых игроков, выходивших на поле в составе «Уаратаз», Макс стал вторым, уступая только Кёртли Билу. До конца сезона он выступал на позиции винга.
В мае 2023 года Йоргенсен стал лучшим игроком встречи между «Брамбиз» и «Фиджиан Друа». В том же месяце он травмировал колено в матче 14-го тура против «Крусейдерс», сыграв всего 10 минут: травма привела к тому, что он выбыл на три месяца, пропустив конец сезона и лишив себя возможности сыграть на молодёжном чемпионате мира во Франции. За сезон он выходил 11 раз в стартовом составе команды и занёс 4 попытки, набрав 20 очков.

### В сборных
В 2022 году Макс стал участником программы Junior Wallabies (сборная Австралии из игроков не старше 20 лет. В сентябре того же года он был вызван во вторую сборную Австралии для серии матчей против второй сборной Японии, намеченной на октябрь.
В апреле 2023 года Макс впервые был включён тренером сборной Австралии Эдди Джонсом в заявку команды на учебно-тренировочные сборы.
Полученная в мае травма колена поставила под угрозу участие Макса в Чемпионате регби и даже мировом первенстве во Франции. В августе он всё же был включён в заявку сборной Австралии на чемпионат мира во Франции, которая насчитывала 33 игрока: он оказался не только самым юным игроком в заявке сборной Австралии, но и самым юным среди всех регбистов, попавших в заявки сборных на чемпионат мира 2023 года. Однако 20 сентября Йоргенсен, не сыграв ни одной встречи за сборную, был исключён из заявки из-за перелома малой берцовой кости.